# Ellesmere-eiland
Ellesmere-eiland (Engels: Ellesmere Island, Frans: Île d'Ellesmere, Inuit: Umingmak Nuna), in de Noordelijke IJszee, is in grootte het 10e eiland ter wereld en heeft een oppervlakte van 196.235 km². In 2021 telde Ellesmere-eiland 144 bewoners. Hiermee is het eiland het dunst bevolkte bewoonde eiland ter wereld.
Ellesmere-eiland maakt deel uit van de Canadese Arctische Eilanden van het Canadees territorium Nunavut. Meer dan een vijfde van het eiland is beschermd als het Quttinirpaaq Nationaal Park, dat zeven fjorden en verschillende gletsjers omvat.

## Geografie
Het volledige eiland wordt gekenmerkt door gebergtes van de Arctische Cordillera. Grote delen (80.000 km²) van Ellesmere-eiland zijn bedekt door gletsjers en ijs, met het Manson-ijsveld en Sydkap in het zuiden, het Prins van Wales-ijsveld en de Agassiz-ijskap op de centrale oostkant van het eiland, samen met substantiële ijsbedekking in het noorden van Ellesmere. Langs de noordwestkust van Ellesmere-eiland zijn meerdere ijsplateaus te vinden, waaronder het Ward Hunt-ijsplateau en het Milne-ijsplateau, dat in juli 2020 voor bijna de helft instortte. Het Milne-ijsplateau was ook een belangrijke locatie in het boek De Delta Deceptie van schrijver Dan Brown.
Het noordelijke deel van het eiland wordt Grant Land genoemd. De Barbeau Peak is met 2.616 m hoogte de hoogste berg van Nunavut en tegelijk de hoogste berg van Canada ten oosten van de Rocky Mountains.

### Plaatsen
Er zijn drie nederzettingen op het eiland: Alert, Eureka, en Grise Fiord.
Canadian Forces Station (CFS) Alert is de meest noordelijk gelegen nederzetting in de wereld. Na het einde van de Koude Oorlog en het uitvinden van technologieën die het meten van weersomstandigheden op grote afstanden mogelijk maakten, is de overwinterende bevolking gedaald tot 50 personen.
Eureka bestaat uit drie gebieden: de 'luchthaven' met 'Fort Eureka' (de barak van het militair personeel dat de communicatieapparatuur op het eiland onderhoudt), het weerstation en het astronomisch observatorium.

## Fossiele vindplaatsen
Op Ellesmere-eiland werd in 2004 een fossiel gevonden van Tiktaalik, een 375 miljoen jaar oude vissoort die de overgang lijkt te hebben gevormd naar de gewervelde landdieren. Een groot aantal fossielen uit het Vroeg-Eoceen is gevonden in de Margaret-formatie, waaruit blijkt dat Ellesmere-eiland in deze periode een subtropisch moerasgebied was.